# Partenope (mitologia)
Partenope (em grego clássico: Παρθενόπη, transl. Partenópe: 'que tem o rosto de uma menina', de παρθένος , 'menina', 'virgem'), na mitologia grega, era uma das sirenas ou sereias.
Segundo o mito, ela teria fundado a cidade de Partenope, que mais tarde seria refundada com o nome de Neápolis ('cidade nova'), que é a atual cidade de Nápoles. 
As  sereias  eram  ninfas que, com seu canto, enfeitiçavam os marinheiros, atraindo-os para a morte. Anteriormente, elas foram servas da deusa Perséfone. Quando esta foi raptada por Hades, Deméter deu-lhes corpos de pássaros, e enviou-as para ajudar na busca. Elas acabaram por desistir e se estabeleceram na ilha de Antemoessa (identificada ora com  Ísquia, ora com Cápri, ambas no golfo de Nápoles). As sirenas foram mais tarde encontradas pelos argonautas, que passaram por elas ilesos com a ajuda do poeta  Orfeu, que, com sua música, abafou o canto delas. Ulisses também conseguiu passar por elas, amarrando-se ao mastro do seu navio, e obrigando seus homens a taparem os  ouvidos com cera. As sereias ficaram tão aflitas com o estratagema de Ulisses que  se jogaram no mar e se afogaram. 
Na Antiguidade, as sereias eram representados como aves, com a cabeça  (ou toda a  parte superior do corpo) de mulher. Na arte mosaica, eram representadas apenas com as pernas de aves.

## Outras personagens
Há outras personagens de nome Partenope:
- Partenope - uma filha de Alíterses, este filho de Anceu (filho de Posidão) e Samia; Parténope foi a mãe de Licomedes com Apolo[4]
- Partenope - mulher de Héracles, uma filha de Estínfalo e mãe de Everes[5].